# Tony Martin (cantante estadounidense)
Tony Martin (San Francisco, 25 de diciembre de 1913 - Los Ángeles, 27 de julio de 2012) fue un actor y cantante estadounidense que estuvo casado con la intérprete Cyd Charisse durante 60 años.

## Vida y carrera
Martin nació como Alvin Morris en San Francisco, California, hijo de Patty (nacida Smith) y Edward Clarence Morris. Su familia era judía, y todos sus abuelos habían emigrado de Europa del Este. Una abuela le regaló un saxofón a la edad de diez años.
Martin murió en la tarde del 27 de julio de 2012 por causas naturales.

## Filmografía
- Foolish Hearts (1936)
- Follow the Fleet (1936)
- The Farmer in the Dell (1936)
- Murder on a Bridle Path (1936)
- The Witness Chair (1936) (escenas eliminadas)
- Poor Little Rich Girl (1936)
- Back to Nature (1936)
- Sing, Baby, Sing (1936)
- Pigskin Parade (1936)
- Banjo on My Knee (1936)
- The Holy Terror (1937)
- Sing and Be Happy (1937)
- You Can't Have Everything (1937)
- Life Begins in College (1937)
- Ali Baba Goes to Town (1937)
- Sally, Irene and Mary (1938)
- Kentucky Moonshine (1938)
- Up the River (1938)
- Thanks for Everything (1938)
- Winner Take All (1939)
- Music in My Heart (1940)
- Ziegfeld Girl (1941)
- The Big Store (1941)
- Till the Clouds Roll By (1946)
- Casbah (1948)
- Hollywood Goes to Bat (1950) (short subject)
- Two Tickets to Broadway (1951)
- Clash by Night (1952) (Cameo)
- Here Come the Girls (1953)
- Easy to Love (1953)
- Deep in My Heart (1954)
- Hit the Deck (1955)
- Meet Me in Las Vegas (1956) (Cameo)
- Quincannon – Frontier Scout (1956)
- Let's Be Happy (1957)
- Dear Mr. Wonderful (1982)